# Sergueï Narychkine
Sergueï Evguenievitch Narychkine (en russe : Сергей Евгеньевич Нарышкин), né le 27 octobre 1954 à Léningrad, est un homme politique russe, ancien président de la Douma d'État de Russie du 21 décembre 2011 au 22 septembre 2016. Il a été nommé par le président de la fédération de Russie, directeur du Service des renseignements extérieurs de la fédération de Russie, le 22 septembre 2016, nomination prenant effet le 5 octobre 2016.
Il a le grade civil de conseiller d'État effectif de la fédération de Russie de 1re classe.

## Biographie

### Carrière
Sergueï Narychkine passe son enfance dans l'oblast de Léningrad à Vsevolojsk, puis à Léningrad près de la Fontanka. Il termine l'institut mécanique de Léningrad en 1978 avec une spécialité d'ingénieur en radio mécanique, puis entre à la filiale de Minsk de l'école supérieure du comité pour la sécurité de l'État, l'école supérieure du K.G.B. . Plus tard, il poursuit une formation en économie à l'institut international de management de Saint-Pétersbourg en 1997. Sergueï Narychkine maîtrise l'anglais et le français.
En 1982, il est assistant du prorecteur des relations scientifiques internationales et vice-directeur du département des relations économiques extérieures de l'institut polytechnique de Léningrad. Ensuite, il est collaborateur à partir de 1988 au conseil économique de l'ambassade d'URSS en Belgique. Selon des sources non officielles, il aurait fait la connaissance de Vladimir Poutine entre 1978 et 1982 alors qu'il suit une formation en tant que jeune cadre du Komsomol à l'école N°101 de la Première direction générale du KGB (aujourd'hui Académie du renseignement extérieur). Il retourne à Saint-Pétersbourg en 1992 où il travaille à la mairie, dirigée par Anatoli Sobtchak et dont le comité pour le développement économique est à l'époque dirigé par Vladimir Poutine et le département des finances dirigé par Alexeï Koudrine (futur ministre des Finances). En 1995, il dirige le département des investissements extérieurs de la banque du BTP de Saint-Pétersbourg. Deux ans plus tard, il devient directeur du département des investissements, vice-président du comité économique et d'investissement du gouvernement de l'oblast de Léningrad et l'année suivante président du comité des relations économiques extérieures du gouvernement de l'oblast de Léningrad.
Sa carrière politique nationale démarre en février 2004, lorsqu'il est nommé vice-directeur de l'appareil économique du gouvernement de la fédération de Russie auprès de Vladimir Poutine (et également à partir de mars de celui du Premier ministre Mikhaïl Fradkov). Il en est directeur à partir de septembre 2004, après le départ de Dmitri Kozak. Il est chargé de la réforme de l'administration présidentielle. En février 2007, il est Premier vice président du gouvernement de Russie (tout en conservant son poste de chef de l'appareil présidentiel) jusqu'au 12 mai 2008 au moment de l'entrée en fonction de Dmitri Medvedev, en étant parallèlement président de 2008 à 2011 du comité de direction d'une importante entreprise d'État, la Société de construction navale unie.
Du 12 mai 2008 au 20 décembre 2011, Narychkine est directeur de l'administration du président de Russie. Il laisse la place à Sergueï Ivanov. Il est élu le 4 décembre 2011 à la 7e Douma, en tant que député de l'oblast de Léningrad sur les listes de Russie unie. Il est élu président de la Douma le 21 décembre suivant.
Il est frappé des sanctions de l'Union européenne à l'encontre de la fédération de Russie pour l'immixtion de celle-ci dans la crise ukrainienne de 2013-2014.
En 2017, il est nommé à la tête du comité pour les commémorations du centenaire de la révolution russe. Cette désignation est mise en parallèle avec l'embarras du pouvoir russe à assumer l'héritage de Lénine (dont les célébrations sont minimes), alors que le président Vladimir Poutine considère avec effroi les bouleversements de la révolution de 1917 comme de la chute de l'URSS, étant davantage nostalgique de l'Empire tsariste et assimilant l'idée révolutionnaire avec les révolutions de couleur qui ont renversé des régimes pro-russes dans les années 2000, ainsi qu'avec les manifestations de 2011. Dans une conférence de presse, Sergueï Narychkine a ainsi indiqué qu'il fallait « tirer les leçons historiques de ces événements qui se sont déroulés il y a cent ans. L'une d'elles est la valeur de l'unité et de la solidarité entre les citoyens et la capacité de la société de trouver des compromis aux moments difficiles de l'histoire, afin d'éviter des divisions extrêmes pouvant aboutir à la guerre civile ».
Il est nommé directeur du Service des renseignements extérieurs de la fédération de Russie (SVR) le 22 septembre 2016.
En 2022, dans le contexte du conflit russo-ukrainien, une séquence filmée de la télévision russe où il apparaît est reprise par l'ensemble des médias et sur la toile. En effet, le 21 février 2022, après que Vladimir Poutine a officiellement annoncé qu'il reconnaîtrait les deux républiques séparatistes du Donbass, le président convoque son Conseil de Sécurité pour discuter des mesures à prendre concernant l'invasion de l'Ukraine. Dans cette séquence filmée, il demande à Sergueï Narychkine s'il soutient le référendum d'indépendance des deux républiques séparatistes. Le chef des services de renseignements balbutie, comme s'il hésitait à apporter son soutien, et lorsqu'il parle de rattachement de ces républiques à la Russie, il se fait tancer par Poutine qui déclare qu'il n'est pas question pour l'instant de rattachement et le corrige mot pour mot avec un sourire forcé.
Des journalistes y ont vu une « humiliation publique » à l'encontre de Narychkine, cependant ce “rattachement” a lieu le 30 septembre 2022 à la suite de "simulacres" de référendums dans l'espace ukrainien occupé par l'envahisseur russe.

## Vie privée
Sergueï Narychkine est marié, il est père d'un garçon (Andreï) et d'une fille (Veronika) adultes. Il joue de la guitare et aime le ski.